# Kojatice (district de Prešov)
Ne doit pas être confondu avec Kojatice.
Kojatice est une commune du district et de la région de Prešov, en Slovaquie.

## Histoire
La première mention écrite du village date 1248.

## Démographie

### Évolution de la population
| Année:               | 1994. | 2004.    | 2014.   | 2024.   |
| -------------------- | ----- | -------- | ------- | ------- |
| Nombre de personnes: | 926   | 1021     | 1078    | 1158    |
| Différence:          |       | +10,25 % | +5,58 % | +7,42 % |

| Année:               | 2023. | 2024.   |
| -------------------- | ----- | ------- |
| Nombre de personnes: | 1177  | 1158    |
| Différence:          |       | -1,61 % |